# فرانك بوث (لاعب كرة قدم)
فرانك بوث (بالإنجليزية: Frank Booth)‏ هو لاعب كرة قدم بريطاني (وحمل سابقاً جنسية المملكة المتحدة لبريطانيا العظمى وأيرلندا) في مركز جناح ‏، ولد في 1882 في المملكة المتحدة، وتوفي في 1919. شارك مع منتخب إنجلترا لكرة القدم. أما مع النوادي، فقد لعب مع ستوكبورت كونتي ومانشستر سيتي ونادي بوري وGlossop North End A.F.C. ‏.

## وصلات خارجية
- فرانك بوث على موقع قاعدة بيانات كرة القدم.إي يو (الإنجليزية)
- فرانك بوث على موقع ناشيونال فوتبول تيمز (الإنجليزية)